# Georges Valensi
M. Georges Valensi (1889-1980) fue un ingeniero en telecomunicaciones  francés que, en 1938, inventó y  patentó un método para transmitir imágenes en color mediante luma y crominancia para que se pudieran recibir tanto televisión de color como de blanco y negro. los métodos de televisión en color, que habían estado en desarrollo desde los años veinte, eran incompatibles con las televisores monocromos.
Valensi era un oficial de  CCIF primero como  Secretario general (1923-1948) y luego como director general (1949-1956).
Todos los estándares actuales de televisión en color ampliamente desplegados - NTSC, SECAM, PAL y los estándares digitales actuales - implementan su idea de transmitir una señal compuesta con  luminancia y crominancia por separado. Como su invención fechó la introducción real de la televisión en color durante mucho tiempo, su patente se extendió excepcionalmente hasta el 1971.